# Anasztaszija Alekszandrovna Illarionova
Anasztaszija Alekszandrovna Illarionova (cirill betűkkel: Анастасия Александровна Илларионова, Isztra, 1999. március 28. –) világbajnoki bronzérmes orosz kézilabdázó, a CSZKA Moszkva játékosa.

## Pályafutása

### Klubcsapatokban
Kilencéves korában kezdett kézilabdázni. A Zvezda Zevenyigorodban nevelkedett, ahol 2016 februárjában egy kupamérkőzésen mutatkozott be a felnőttek között. 2020. március 20-án a CSKA Moszkva hivatalosan is bejelentette, hogy Illarionova a következő szezontól a csapatnál folytatja pályafutását.

### A válogatottban
2016-ban ifjúsági világbajnokságot nyert a korosztályos válogatottal. Az orosz felnőtt válogatottban 2019-ben mutatkozott be, és tagja volt az év végi világbajnokságon bronzérmes csapatnak is.